# Федоров Святослав Миколайович
Святосла́в Микола́йович Фе́доров (нар. 8 серпня 1927, Проскурів, нині Хмельницький — пом. 2 червня 2000) — російський офтальмолог. Член-кореспондент Російської академії наук (від 1987) і Російської академії медичних наук (від 1982).

## Дитинство та юність
Народився 8 серпня 1927 року в місті Проскурів у родині військового.
Святослава з пологового будинку забирав батьків друг — письменник Ілля Дубинський, оскільки старший Федоров був на навчаннях.
1930 року батько, на той час — командир полку, став слухачем військової академії в Москві — і Федорови виїхали з Проскурова. Дитячі роки Святослава минули в Кам'янці-Подільському. Коли батька — вже командира дивізії — 1938 року заарештували, сім'я рятувалася в родичів матері-козачки в Ростові-на-Дону.
Закінчив 1943 школу, навчався в льотному училищі, але аварія і ампутація ступні обірвали мрію стати льотчиком.

## Медична стезя
1952 року закінчив Ростовський медичний інститут.
1960 року, працюючи в Чебоксарах, зробив вперше унікальну операцію з вживлення в око людини штучного кришталика замість ушкодженого.
1974 року очолив лабораторію, а 1980 року — науково-дослідний інститут хірургії ока в Москві.
Тисячі вдалих операцій дозволили Федорову узагальнити зроблене і викласти свій метод лікування очних хвороб у книзі «Кератопротезування» (1982).
1986 року створив міжгалузевий науково-технічний комплекс «Мікрохірургія ока» (сьогодні його філії працюють і в Україні).
2 червня 2000 року вчений на вертольоті повертався до Москви. Гелікоптер несподівано впав (закінчилося пальне) — і Федоров загинув.

## Нагороди і почесні звання

### Нагороди
- Медаль «Серп і Молот» Героя Соціалістичної Праці (07.08.1987);
- Орден Леніна;
- Орден Жовтневої Революції;
- Орден Трудового Червоного Прапора;
- Орден «Знак Пошани»;
- Орден Дружби (Російська Федерація);
- Велика золота медаль імені М. В. Ломоносова.

### Премії
- Державна премія Російської Федерації;
- Премія імені М. І. Авербаха АМН СРСР;
- Премія імені В. П. Філатова АМН СРСР;
- Премія Палеолога (США) і Перикла (Італія).

### Звання
- Заслужений винахідник СРСР;